# 威廉·克拉克·福克纳

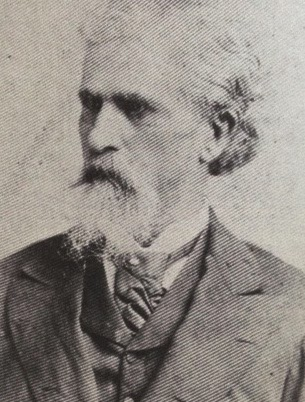
威廉·克拉克·福克纳

“老上校”威廉·克拉克·福克纳（William Clark Falkner，1825年7月6日—1889年11月6日）是美国商人、政治人物和作家。

## 生平
他是威廉·福克纳的曾祖父。福克纳家族的祖先来自苏格兰，也可能有威尔士的血统。他是家中长子，1825年生于田纳西州诺克斯。克拉克15岁即南下谋生，学习了文化和法律。1846年，他加入了杰弗逊·戴维斯军队，曾在一次擅离职守后发生的流血冲突中失去了三个手指、左脚重伤。1847年他与霍兰德·皮尔斯成婚，获得了一批奴隶并成为种植园主，1848年生下了“小上校”约翰·韦斯利·汤普森，即福克纳的祖父。1849年和1851年，克拉克两次在决斗中杀人，但都被判无罪。第一次决斗后不久其妻因肺结核去世。他把病弱的孩子托给叔父，1951年又娶了第二任妻子伊丽莎白·万斯，育有8个孩子，包括小女儿巴玛，她后来常常给小福克纳讲述其曾祖父的故事，对后者影响颇深。法律事务、奴隶贸易和其他投资让“老上校”积累了不少财产，这时的他已成为分离主义者。1861年他加入了密西西比步兵团并成为上校，后来又率领自己组建的“木兰来复枪队”在弗吉尼亚与北军拼杀，屡立战功。:36-40